# Kaple svaté Rozálie (Košice)
Kaple svaté Rozálie je hřbitovní kaple nacházející se na úpatí takzvaného Červeného břehu na hřbitově zvaném Rozália v košické městské části Sever. Kaple byla postavena v letech 1714–1715 na památku morové epidemie, která se městem prohnala v letech 1707–1711.

## Popis
Kaple byla postavena za přítomnosti autorů T. Tornyossyho a J. Goresche, kteří spolupracovali se sochařem J. E. Widmanem. V roce 1898 byla restaurována Janem Baloghem, kdy byl rekonstruován a doplněn interiér.
Barokní stavba kaple má centrální půdorys ve tvaru pravidelného osmiúhelníku. Na stěnách jsou patrné zbytky původních maleb z počátku 18. století. V západním průčelí je mohutná nízká věž, jejíž přízemí tvoří vstup s malou předsíní a v patře má chór. Kapli dominuje hlavní oltář s obrazy svatého Svorada a svatého Benedikta. V menze je zasklená nika s ležící barokní postavou svaté Rozálie. Z původního vybavení kaple se dochovalo několik soch, paramentarium a barokní svícny, stropní malba zobrazuje Boha chránícího Zemi. Po stranách oltáře je vyobrazena kojící Madona a patroni svatý Roch a svatý Šebestián. Sedící postava v dutině stromu představuje poustevníka.
Kapli v minulosti udržovali poustevníci. Jejich činnost však časem skončila a hřbitov, na kterém se kaple nachází, postupně v průběhu let převzaly zámožnější vrstvy.
Dnes kaple slouží především k pohřebním obřadům. Na svátek Všech svatých se zde koná pohřební mše za duše zemřelých.

## Patrocinium
Kaple je zasvěcena svaté Rozálii, která byla patronkou a ochránkyní proti moru. Narodila se v bohaté knížecí rodině, ale v dospělosti opustila domov a žila poustevnickým životem. Zemřela 4. září 1166. Často bývá zobrazována, jak spí v jeskyni obklopená rozkvetlými růžemi.